# Porcellana di Meissen

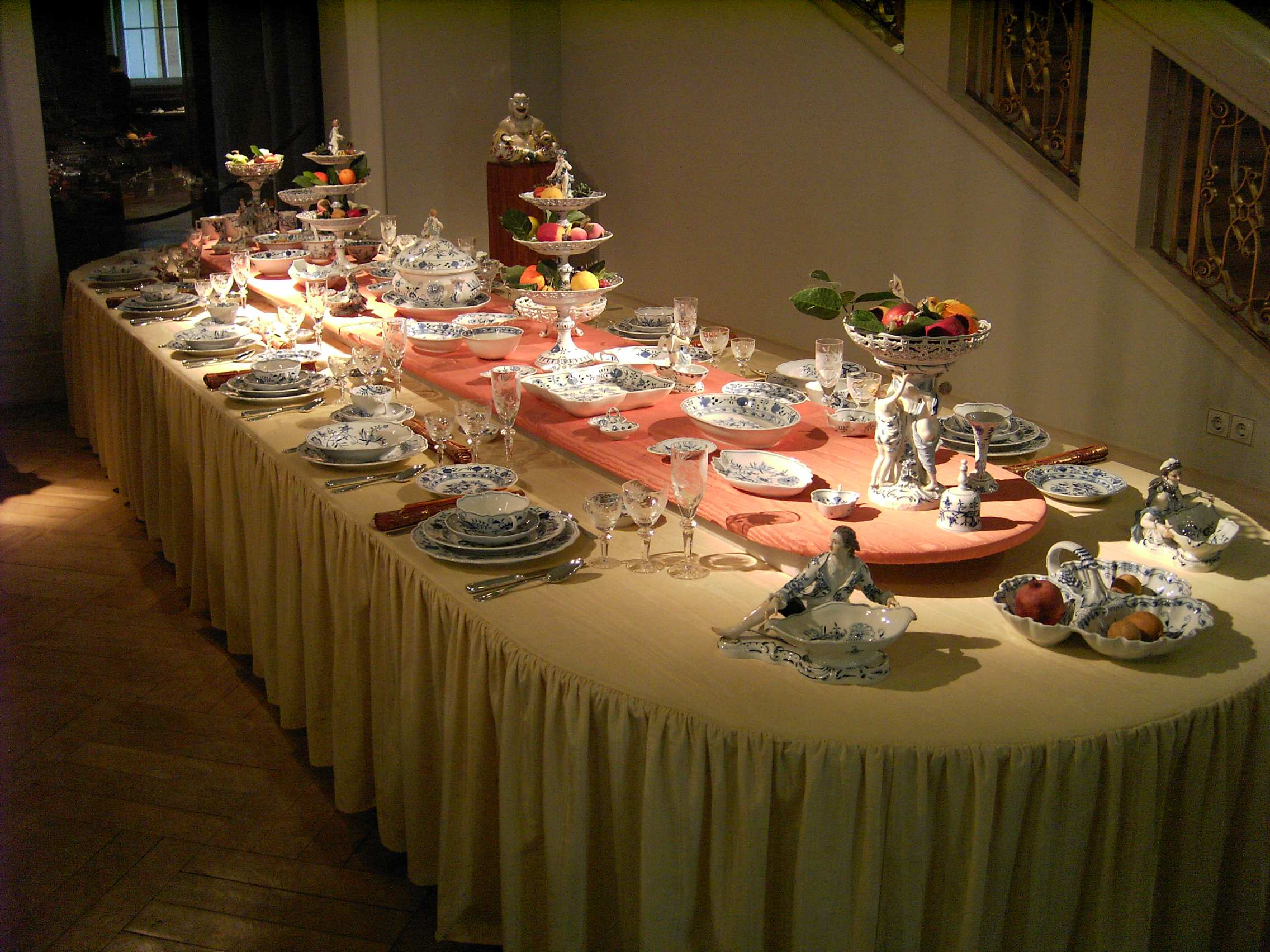
Un esempio di servizio da tavola di Meissen

La Porcellana di Meissen, o anche Porcellana di Dresda, è stata uno dei primi esempi europei di produzione della porcellana, per tipo e modalità tecniche realizzative, sviluppata dal 1708 da Ehrenfried Walther von Tschirnhaus e dal suo aiutante Johann Friedrich Böttger, che ebbe il merito di introdurre i pezzi sul mercato.
Meißen è una località situata vicino a Dresda e da quel momento ha attratto vari artisti ed artigiani. Nel 1720 è stato introdotto un marchio di fabbrica, per proteggere e garantire la produzione, che influenzò notevolmente l'intera produzione europea che, secondo gli esperti d'arte e di manifatture, si ispirò parzialmente, negli anni venti del Settecento, alla produzione artistica del ceramista e decoratore tedesco Johann Auffenwerth.

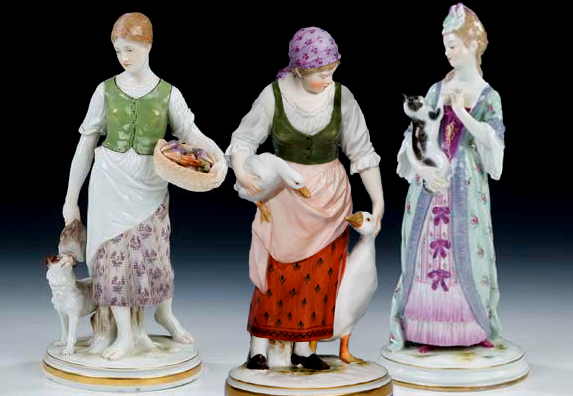
Statuine di Jacob Ungerer: "Giardiniere con cane, oca e gatto", 1902

La produzione di porcellane è stata diffusa anticamente in Cina e più recentemente, nel Settecento vi fu un grande traffico dall'Oriente verso l'Europa.

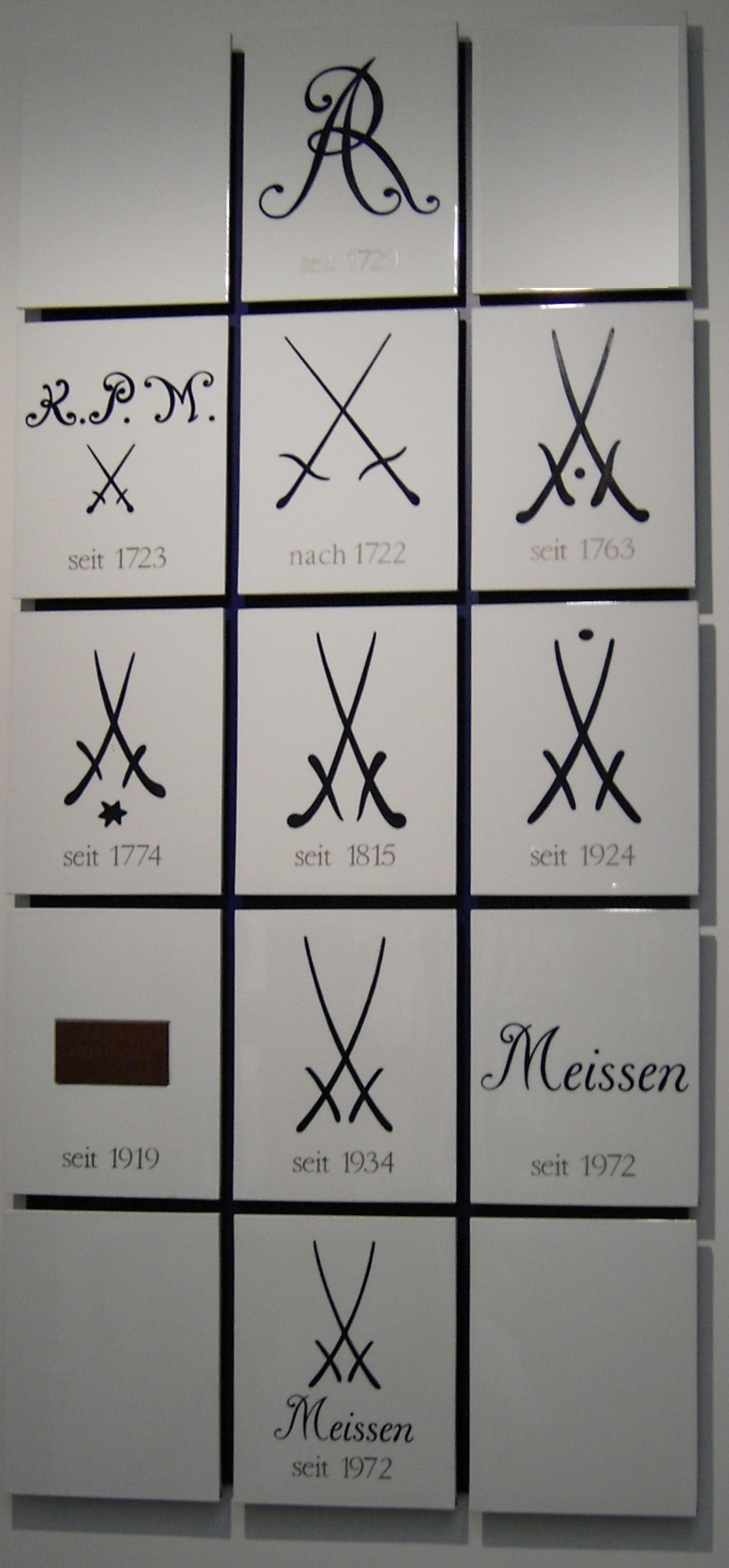
Marchio di fabbrica di Meissen

In Europa, invece, agli inizi del Settecento, Böttger credette di aver risolto il sogno antico degli alchimisti, ossia la trasformazione di materiali grezzi in oro. Quando il regnante di Sassonia venne a conoscenza di questo progetto, invitò 
Böttger a concretizzare presso la sua corte il suo metodo aureo di conversione, che però non produsse i risultati sperati. Contemporaneamente, Tschirnhaus, matematico e scienziato, iniziò ad effettuare esperimenti con il vetro, quindi ebbe l'occasione di conoscere Böttger e di stringere con lui un rapporto di collaborazione. Alla morte di Tschirnhaus, il suo socio continuò l'attività: il primo laboratorio e la "Real Fabbrica di Porcellane" furono istituiti nel 1710, dentro il castello di Albrechtsburg di proprietà del regnante di Meissen, per realizzare porcellana dura. Dal 1774 al 1814 direttore artistico fu Camillo Marcolini-Ferretti, che nel marchio della manifattura aggiunse una stella alle due spade incrociate dando inizio al "marchio di Marcolini"; il periodo della sua direzione fu anche un'epoca di grande qualità artistica delle porcellane di Meissen. Nel 1861 essa venne spostata a Triebisch, nella valle di Meissen, dove la sede ufficiale della fabbrica di porcellane di Meissen si trova tutt'oggi.
Il primo tipo di porcellana prodotto prese spunto da modelli cinesi e da figure d'argento barocche. Successivamente vennero introdotte le decorazioni di oro e incrementate le colorazioni dei prodotti, il cui soggetto tendeva a raffigurare scene prese dal mondo animale, dalla natura, dalla vita portuale, dalla produzione orientale, giapponese (Arita porcelain) e india. Fu ideato un rilievo sul bordo dei piatti, chiamato ozier che dava l'idea di un cestino intrecciato in vimini: l'innovazione fu forse opera del modellatore di porcellana Johann Joachim Kändler. 
Nel corso degli anni lo stile delle porcellane mutò, passando da una tendenza rococò a una neoclassica, grazie al contributo del modelmaster Michel-Victor Acier proveniente dalla Francia. Originali e inedite furono le produzioni di pittura su porcellana, ad opera di Horoldt.
La produzione di porcellane è proseguita nel corso dei secoli, pur tra molte difficoltà e vari cambi di rotta, come quello avvenuto nel periodo dell'appartenenza al blocco sovietico. Attualmente è lo stato della Sassonia a dirigere l'attività artistica e commerciale.
Bruce Chatwin, nel suo romanzo "Utz" (1988), dedica gran parte del romanzo a digressioni storiche e aneddoti sulla porcellana di Meissen. Il protagonista infatti ne è un accanito collezionista e solo raramente cede nel possedere altri tipi di porcellana.